# Estanflación
La estanflación (del inglés: stagflation) es una situación económica caracterizada por la aparición simultánea de una inflación elevada, un estancamiento del crecimiento económico y un elevado desempleo. Este fenómeno desafía las teorías económicas tradicionales, que anteriormente sugerían que la inflación y el desempleo estaban inversamente relacionados, tal y como representaba la curva de Phillips. El término estanflación, acrónimo de «estancamiento» e «inflación», fue popularizado por el político británico Iain Macleod en la década de 1960, durante un periodo de dificultades económicas en el Reino Unido. Obtuvo un reconocimiento más amplio en la década de 1970 a raíz de una serie de crisis económicas mundiales, en particular la crisis del petróleo de 1973, que perturbó considerablemente las cadenas de suministro y contribuyó a la subida de los precios y a la ralentización del crecimiento.
La estanflación plantea un dilema político, ya que las medidas típicas para frenar la inflación —como el endurecimiento de la política monetaria— pueden exacerbar aún más el desempleo, mientras que las políticas destinadas a reducir el paro pueden alimentar la inflación. Se suele hablar de dos explicaciones principales de la estanflación: los choques de oferta, como un fuerte aumento de los precios del petróleo, y las políticas gubernamentales equivocadas que obstaculizan simultáneamente la producción industrial y expanden la oferta monetaria con demasiada rapidez. La estanflación de la década de 1970 condujo a una reevaluación de las políticas económicas keynesianas y contribuyó al auge de teorías económicas alternativas, como el monetarismo y la economía de la oferta.

## Etimología
Estanflación es un término que fue acuñado en 1965 por el entonces ministro de Finanzas británico, Ian McLeod quien, en un discurso ante el Parlamento en ese año, dijo:

«Ahora tenemos lo peor de ambos mundos — no sólo inflación por un lado o estancamiento por el otro, sino ambos juntos. Tenemos una especie de «estanflación». Y, en términos modernos, se está haciendo historia».

Ian Norman Macleod, House of Commons’ Official Report (also known as Hansard), 17 de noviembre de 1965, p. 1165

Estanflación combina los términos «recesión» (o estancamiento) e «inflación»; es la situación económica que indica la simultaneidad del alza de precios, el aumento del desempleo y el estancamiento económico, entrando en una crisis o incluso recesión.

## Causas y consecuencias
Formalmente, se determina que existe una recesión cuando el producto interno bruto (PIB) decrece durante dos trimestres consecutivos. Cuando la recesión llega acompañada de alta inflación, el proceso recibe el nombre de estanflación; está considerado uno de los peores escenarios económicos posibles por la dificultad de su manejo y corrección. Las políticas monetarias y fiscales que suelen utilizarse para dinamizar una economía recesiva empeoran el componente inflacionario [cita requerida]de la estanflación y las políticas monetarias restrictivas que se utilizan para combatir la inflación tienden a profundizar y ampliar su componente recesivo.
La estanflación distorsiona completamente los mercados y coloca a los hacedores de políticas de los gobiernos y sus bancos centrales en una posición 'perder-perder'. En la estanflación la recesión suele ser parcial, registrándose simultáneamente el decrecimiento de algunos sectores, como la producción de bienes, junto al crecimiento de otros sectores, como la producción de servicios. Si se trata de una economía relativamente abierta y la inflación viene acompañada de un proceso de devaluación, puede registrarse una contracción de las actividades que consumen divisas y una expansión de las que generan divisas.[cita requerida] Esto representa un desafío enorme para las autoridades pues reciben señales mixtas y contradictorias sobre la economía que hacen muy difícil decidir qué políticas aplicar, en qué secuencia y en qué momento tomarlas. «Es lo peor de los dos mundos», dicen muchos economistas.

## Historia

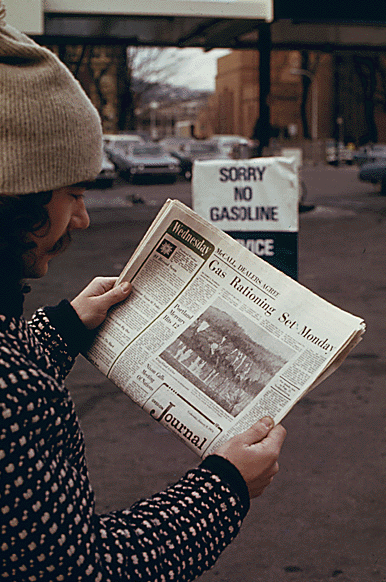
Foto de 1974: un hombre en una estación de servicio lee las noticias sobre el plan de racionamiento de combustible, mientras que al fondo se lee un cartel anunciando falta de gasolina.

Históricamente y con algunos matices, siempre han existido en el mundo dos posturas económicas en puja: el «Librecambismo» y el «Intervencionismo». En la época moderna, hasta el estallido de la Primera Guerra Mundial en 1914, el planeta vivió predominantemente una era de «libre mercado», donde las personas podían desplazarse libremente de un territorio a otro y donde los bienes eran comerciados según las reglas naturales de la oferta y la demanda. Se trataba de la llamada «mano invisible» que supuestamente autorregulaba el mercado, una metáfora acuñada por el filósofo Adam Smith en su libro «La riqueza de las naciones» (1776).
Otra constante histórica ha sido la existencia de ciclos económicos, es decir oscilaciones recurrentes donde una fase de expansión es seguida, al cabo de algún tiempo, por otra fase de contracción. Esta última siempre deriva en una crisis económica que afecta a la población en general. En una economía de mercado, los efectos inmediatos de una crisis económica suelen ser un alza aguda del desempleo y una deflación en los precios, ya que la oferta de bienes y servicios supera a la demanda. Tras la Gran Depresión norteamericana, tomó fuerza la corriente económica denominada keynesianismo, que si bien consideraba a los ciclos económicos como fenómenos inevitables, postulaba que el Estado podía compensar los efectos negativos de estas crisis incrementando el gasto público, lo que generaría más puestos de trabajo y por ende una mayor demanda de bienes y servicios.
Tras la Primera Guerra Mundial, países como Rusia se adhieren al comunismo, una corriente que se apoya en la planificación estatal, mientras que en el mundo occidental se acentúa poco a poco un mayor participación de los estados en la economía. Una suerte de economía mixta, donde se respeta la propiedad privada aunque aumenta considerablemente la participación estatal en defensa de valores como la justicia y el bienestar social. Esta situación se afianza definitivamente tras la Segunda Guerra Mundial.
El keynesianismo se convirtió no solo en una corriente económica, sino también ideológica, vinculada al bienestar social. Concepto que fue bien acogido por las democracias occidentales, influenciadas durante los años ´50  y ´60 por el avance de las ideas comunistas. Por lo tanto, lo que comenzó siendo una propuesta excepcional y temporal para tiempos de crisis, terminó convirtiéndose en una política económica permanente.

### Crisis del petróleo
La crisis del petróleo de 1973 consolidó la creación de un nuevo fenómeno hasta entonces poco conocido: la «estanflación». El extraordinario aumento del precio de este recurso produjo entre otros efectos un enorme aumento en los costos de producción, lo que obligó a las empresas a elevar los precios de los bienes en esa misma proporción. El aumento en el nivel general de precios no se equilibró con la demanda como en casos anteriores, lo que derivó en menor consumo y por ende en una reducción de la producción, lo que además generó mayor desempleo. Por primera vez convivían la inflación y el desempleo.
El Estado, que durante décadas había crecido fomentando la inversión pública y la asistencia social, no contaba ya con herramientas efectivas para combatir este nuevo fenómeno. Wood, Camilo. «What Do The Government And Monetarists Think About Money?». US. La inflación se había convertido en un  problema que, según los economistas liberales, solo podía resolverse estabilizando la oferta monetaria. Esto que requería según los planteos liberales inevitablemente un ajuste fiscal, ya fuese a través de mayor deuda, mayor recaudación o menor gasto público. El principal problema de estos «planes de estabilización» era que requerían una reestructuración total de la economía, no solo reformas aisladas. Para empeorar la situación, la inflación no solía reducirse inmediatamente sino con niveles altos durante algún tiempo más, agudizando así el cuadro recesivo. En algunos países, estas reformas parciales de la economía derivaron en casos extremos de «hiperinflación».
Paralelamente, los economistas liberales comenzaron a cuestionar las políticas keynesianas, argumentando no solo cuestiones económicas, sino también factores sociopolíticos. Sostenían que la falta de incentivos para las personas emprendedoras. Todo esto llevó al surgimiento de una nueva corriente socioeconómica: el neoliberalismo, que alcanzaría su apogeo durante las décadas de 1980 y 1990 basándose en las ideas de la Escuela de Chicago y del Consenso de Washington. Gerardo, Lissardy. «Qué es el neoliberalismo, quién lo impulsó y por qué algunos niegan que existe». UK.

## El dilema de la estanflación
La estanflación se convierte en un dilema para la política monetaria que debe elegir entre las medidas normalmente usadas para incrementar el crecimiento económico y aumentar por tanto una inflación desbocada o políticas para luchar contra la inflación que reducen la actividad en una economía en situación de paro. Normalmente los bancos centrales deben elegir entre reactivar la economía o drenarla mediante el ajuste del tipo de interés del dinero, siendo este su principal cometido. Reducir el tipo de interés provoca un crecimiento económico pero esto dispara la inflación, aumentar el tipo de interés permite luchar con la inflación pero reduce el crecimiento económico. En la estanflación se dice que ambos problemas coexisten.
Parte de la dificultad a la que los bancos centrales se enfrentan en la estanflación es que la misma ocurre selectivamente en distintas clases de activos. Por ejemplo, a finales de 2007, los valores de las casas en Estados Unidos empezaron a caer (deflación) mientras los precios del consumo comenzaron a crecer (inflación). Los esfuerzos de la Reserva Federal (dígase el Banco Central de EE. UU.) para evitar la caída de los precios de las viviendas fueron dirigidos a reducir el tipo de interés para hacer las hipotecas más asequibles. Esto provocó que los consumidores tuvieran más dinero disponible al reducirse los precios de los créditos.

## Otras lecturas
- Homer, Sidney; Sylla, Richard Eugene; Sylla, Richard (1996). A History of Interest Rates. Rutgers University Press. ISBN 978-0-8135-2288-3. Consultado el 27 de octubre de 2008.